# Nummer-et hits i Norge i 2016
Nummer-et hits i Norge i 2016 er en liste over de singler der lå nummer et på den norske singlehitliste i 2016. Den var udarbejdet af International Federation of the Phonographic Industry og Nielsen Soundscan, og udgives af VG-lista.

## Historie
| Uge | Sang                                 | Kunstner           | Kilde  |
| --- | ------------------------------------ | ------------------ | ------ |
| 1   | Alan Walker                          | "Faded"            | [ 1 ]  |
| 2   | Alan Walker                          | "Faded"            | [ 2 ]  |
| 3   | Alan Walker                          | "Faded"            | [ 3 ]  |
| 4   | Alan Walker                          | "Faded"            | [ 4 ]  |
| 5   | Alan Walker                          | "Faded"            | [ 5 ]  |
| 6   | Alan Walker                          | "Faded"            | [ 6 ]  |
| 7   | Alan Walker                          | "Faded"            | [ 7 ]  |
| 8   | Alan Walker                          | "Faded"            | [ 8 ]  |
| 9   | Alan Walker                          | "Faded"            | [ 9 ]  |
| 10  | Alan Walker                          | "Faded"            | [ 10 ] |
| 11  | Alan Walker                          | "Faded"            | [ 11 ] |
| 12  | Kygo og Labrinth                     | "Fragile"          | [ 12 ] |
| 13  | Kygo og Labrinth                     | "Fragile"          | [ 13 ] |
| 14  | Kygo og Labrinth                     | "Fragile"          | [ 14 ] |
| 15  | Kygo og Labrinth                     | "Fragile"          | [ 15 ] |
| 16  | Kygo og Labrinth                     | "Fragile"          | [ 16 ] |
| 17  | Galantis                             | "No Money"         | [ 17 ] |
| 18  | Katastrofe                           | "Sangen du hater"  | [ 18 ] |
| 19  | Katastrofe                           | "Sangen du hater"  | [ 19 ] |
| 20  | Drake feat. Wizkid & Kyla            | "One Dance"        | [ 20 ] |
| 21  | Marcus & Martinus feat. Madcon       | "Girls"            | [ 21 ] |
| 22  | Freddy Kalas                         | "Jovial"           | [ 22 ] |
| 23  | Freddy Kalas                         | "Jovial"           | [ 23 ] |
| 24  | Alan Walker                          | "Sing Me to Sleep" | [ 24 ] |
| 25  | Alan Walker                          | "Sing Me to Sleep" | [ 25 ] |
| 26  | Alan Walker                          | "Sing Me to Sleep" | [ 26 ] |
| 27  | Alan Walker                          | "Sing Me to Sleep" | [ 27 ] |
| 28  | Julie Bergen                         | "Arigato"          | [ 28 ] |
| 29  | Julie Bergen                         | "Arigato"          | [ 29 ] |
| 30  | Major Lazer feat. Justin Bieber & MØ | "Cold Water"       | [ 30 ] |
| 31  | Major Lazer feat. Justin Bieber & MØ | "Cold Water"       | [ 31 ] |
| 32  | Major Lazer feat. Justin Bieber & MØ | "Cold Water"       | [ 32 ] |
| 33  | Major Lazer feat. Justin Bieber & MØ | "Cold Water"       | [ 33 ] |
| 34  | DJ Snake feat. Justin Bieber         | "Let Me Love You"  | [ 34 ] |
| 35  | DJ Snake feat. Justin Bieber         | "Let Me Love You"  | [ 35 ] |
| 36  | DJ Snake feat. Justin Bieber         | "Let Me Love You"  | [ 36 ] |
| 37  | The Chainsmokers feat. Halsey        | "Closer"           | [ 37 ] |
| 38  | The Chainsmokers feat. Halsey        | "Closer"           | [ 38 ] |
| 39  | The Chainsmokers feat. Halsey        | "Closer"           | [ 39 ] |
| 40  | The Weeknd feat. Daft Punkt          | "Starboy"          | [ 40 ] |
| 41  | The Weeknd feat. Daft Punkt          | "Starboy"          | [ 41 ] |
| 42  | The Weeknd feat. Daft Punkt          | "Starboy"          | [ 42 ] |
| 43  | The Weeknd feat. Daft Punkt          | "Starboy"          | [ 43 ] |
| 44  | The Weeknd feat. Daft Punkt          | "Starboy"          | [ 44 ] |
| 45  | The Weeknd feat. Daft Punkt          | "Starboy"          | [ 45 ] |
| 46  | The Weeknd feat. Daft Punkt          | "Starboy"          | [ 46 ] |
| 47  | The Weeknd feat. Daft Punkt          | "Starboy"          | [ 47 ] |
| 48  | The Weeknd feat. Daft Punkt          | "Starboy"          | [ 48 ] |
| 49  | Alan Walker                          | "Alone"            | [ 49 ] |
| 50  | Alan Walker                          | "Alone"            | [ 50 ] |
| 51  | Alan Walker                          | "Alone"            | [ 51 ] |
| 52  | Alan Walker                          | "Alone"            | [ 52 ] |